# Calder (Yorkshire de l'Ouest)
Pour les articles homonymes, voir Calder.
La Calder est une rivière dans le Yorkshire de l'Ouest, Angleterre, qui donne son nom à la ville de Calderdale[réf. souhaitée]. C'est un affluent de l'Aire, donc un sous-affluent de la Trent par l'Ouse du Yorkshire.

## Géographie
La rivière débute à Heald Moor au nord-ouest de Todmorden, et s'écoule sur environ 44 miles ou 72 km en passant par Todmorden, Hebden Bridge, Mytholmroyd, Luddendenfoot, Sowerby Bridge, Copley, Elland, Brighouse, et au-dessus de Wakefield.
À beaucoup d'endroits, la rivière n'est pas navigable en raison des déversoirs ou de la profondeur faible, et le passage pour les bateaux est fait par la création d'écluses où les bateaux peuvent passer dans le système de canaux du Calder et de Hebble.
À Wakefield, il est entièrement canalisé et fait partie intégrante du système de canaux du Calder et du Hebble (en). Il fait également partie du système de canaux de l'Aire et du Calder, et à l'est de Castleford, il fusionne avec la rivière Aire.